# Acrotylus (Plantae)
Acrotylus, monotipski rod crvenih algi, dio je porodice Acrotylaceae. Jedina je vrsta morska alga Acrotylus australis, koja živi uz obale Novog Južnog Walesa.

## Sinonimi
U rod su nekada ukjljučivane i:
- Acrotylus clavatus Harvey 1853 = Corynomorpha clavata (Harvey) J.Agardh
- Acrotylus prismaticus (J.Agardh) J.Agardh 1851 = Corynomorpha prismatica (J.Agardh) J.Agardh